# サブリン・マウイ
サブリン・マウイ(英語: Sabrine Maui、1980年9月24日‐)はフィリピンのマニラ出身のポルノ女優。

## 来歴
彼女の家族や親類はほとんどが医者や看護師であり、彼女の出産の際にも彼女の母方の祖父と、叔母の二人によって出産が行われた。幼少時より活発な子供であり、陸上競技、テニス、バスケットボール、バレーボールなど多くのスポーツに取り組んだ。15歳になった際には家族と共にアメリカのハワイへと引っ越し、17歳には高校を卒業した。18歳を過ぎたあたりからは看護大学の学費を稼ぐためにモデルの仕事を始めた。
その後家族でロサンゼルスに引っ越した、モデルの仕事を続けていたが、徐々にポルノの仕事へと移っていった。2000年に彼女が最初に出演した映画Asian Dolls Uncut 7ではポルノ男優のダン・フェルナンドとセックスを行い、処女を失ったことが宣伝された。彼女はその後もフェルナンドとの個人的な関係を2002年まで続けていた。
現在はポルノ産業とは完全に縁を断ち切って、モデルの仕事を行っている。